# 신민아 (가수)
신민아(1998년 8월 12일~)는 대한민국의 가수이다.

## 학력
- 경인여자대학 실용음악과 (중퇴)

## 앨범
- 2020 발매앨범아이러브 EP 앨범 [아이러브 뽀로로]
- 2019 발매앨범아이러브 싱글 앨범 [문을 열어줘]
- 2019 발매앨범아이러브 싱글 앨범 [Got It]
- 2019 발매앨범아이러브 싱글 앨범 [피페이송]

## 경력
- 2019 그룹 '아이러브' 멤버
- 2019 사단법인 대한민국국가대표선수협회 홍보대사